# 东图滕
東图滕（挪威語：Østre Toten）是挪威的一個市镇，位於内陆郡，行政中心为萊納村。市镇面积为562平方公里，人口数量为14,657人（2004年），人口密度为每平方公里30人。